# Picumnus limae
El carpinterito de Ceará o carpinterito bayo (Picumnus limae), es una especie de ave piciforme perteneciente al numeroso género Picumnus de la familia Picidae. Es endémica del noreste de Brasil.

## Distribución y hábitat
Se distribuye por las tierras bajas del noreste de Brasil (Ceará, Río Grande del Norte y Paraíba).
Su hábitat natural son los bosques secos subtropicales o tropicales. Antes era considerado amenazado, pero tanto su rango como su población son bien mayores de lo que se pensaba debido a su habilidad para persistir en hábitats degradados y hasta urbanos.